# Luis Torner (taekwondo)
Luis Torner es un deportista español que compitió en taekwondo. Ganó dos medallas de plata en el Campeonato Mundial de Taekwondo en los años 1983 y 1987.

## Palmarés internacional
| Campeonato Mundial | Campeonato Mundial     | Campeonato Mundial | Campeonato Mundial |
| Año                | Lugar                  | Medalla            | Categoría          |
| ------------------ | ---------------------- | ------------------ | ------------------ |
| 1983               | Copenhague (Dinamarca) | Medalla de plata   | –56 kg             |
| 1987               | Barcelona (España)     | Medalla de plata   | –64 kg             |